# 人口ボーナス

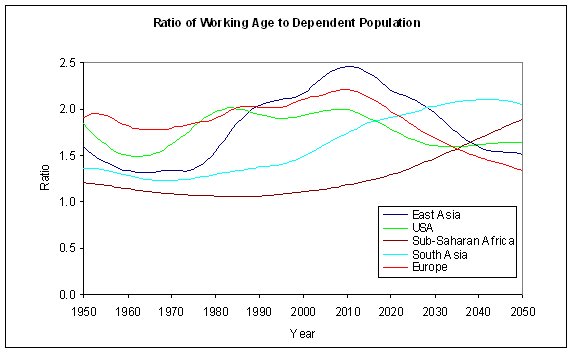
世界の地域ごとにおける、逆依存人口比率
（生産年齢人口を依存人口で割った値）

人口ボーナス（英語: demographic dividend）とは、出生率の低下により、総人口に占める生産年齢人口（日本の場合は15歳以上65歳未満）の割合が上昇し、労働力増加率が人口増加率よりも高くなり、人口に対する労働力が豊富な状態となることで経済成長が促進されることを指す。対して、生産年齢人口の割合が下降して経済成長を妨げることを人口オーナス（onus）という。
ハーバード大学の人口学者、デービッド・ブルームが21世紀初頭、人口ボーナス期とオーナス期が経済に与える影響が大きいことを特定し、広く認知されるようになった。
日本は1960年代の高度成長期に人口ボーナス期を迎え、豊富な労働力が経済発展に寄与した。

## 定義
人口ボーナス期の詳細な定義については、以下の3つの考え方がある。このうち定義2の期間が最も人口ボーナスが活発化する期間である。なお、従属人口とは、若年人口（15 歳未満）と老齢人口（65 歳以上）の総数のことである。
1. 生産年齢人口が継続して増え、従属人口比率の低下が続く期間
2. 従属人口比率が低下（生産年齢人口比率が増加）し、かつ生産年齢人口が従属人口の2倍以上いる期間
3. 生産年齢人口が従属人口の2倍以上いる期間

## 教育ボーナス理論
人口ボーナスはみかけのものであり、その実態は「教育ボーナス」であるとの理論が発表された。これによると、人口ボーナスとは、教育の変化が、生産性向上および出生率低下を同時にもたらすことによる疑似相関である。

## 現況

OECD各国の老人(65-歳)一人あたり、生産年齢(20-64歳)人口。
濃橙は2012年時点、薄橙は2050年の予想

2012年の国連の各国人口の中位推計の将来予測資料を基に、2015年に日本貿易振興機構が調べた、主要国と地域ごとの人口ボーナス期についてを記載し、一部の国については後年の実際の状況を追記する。
日本
日本は先進国の中ではいち早い1992年に定義2にあたる人口ボーナス期が終了し、2005年に定義3にあたる人口ボーナス期も終了したため、真っ先に少子高齢化が進行するが、2048年に少子高齢化の速度が勝る韓国に65歳以上人口比率（高齢化率）で抜かれる見込みである。
アメリカ
米国は2008年に定義2にあたる人口ボーナス期が終了し、 2014年に定義3にあたる人口ボーナス期が終了したが、先進国の中では高齢化の進展が緩やかである。出生率の高いヒスパニック系の人口増加により、高齢化の進展が抑制されることが原因とみられる。
中南米
メキシコ、ブラジルが2015年現在、本格的な人口ボーナス期を迎えている。中南米地域全体では2033年まで継続する。
欧州
東欧・ロシアを除く欧州は、1999年に定義2にあたる人口ボーナス期が終了し、2010年に定義3にあたる人口ボーナス期が終了した。
韓国
韓国は2013年、もしくは2016年に定義2にあたる人口ボーナス期が終了し、2025年までに定義3にあたる人口ボーナス期も終了する見込みである。21世紀以降は毎年のようにOECD加盟国中最低の合計特殊出生率を記録し続けているため加盟国中最速で少子高齢化が進んでおり、2048年に65歳以上人口比率（高齢化率）が37.4％となり日本を抜いて加盟国中最高となる見込みである。
中国
中国は、2010年に定義2にあたる人口ボーナス期が終了し、2034年に定義3にあたる人口ボーナス期も終了する見込みである。長年続いた一人っ子政策の影響で、新興国の中では高齢化が急速に進展するとみられる。
アジア
アジア諸国の人口ボーナス期は、国によってばらつきがある。今後、人口ボーナス期を迎える国で、人口総数が1億人を超える国としては、インドネシア、フィリピン、インド、パキスタン、バングラデシュの5カ国が挙げられる。これらの国は今後本格的な人口ボーナス期を迎え、2040年～2060年頃まで継続すると見込まれる。
中東
トルコ、イラン、サウジアラビアなどが本格的な人口ボーナス期に入っており、2040年代まで継続が見込まれる。
アフリカ
アフリカ諸国は、今後本格的な人口ボーナス期を迎えると見込まれている。南アフリカ共和国は2025年から、エジプトは2033年から、それぞれ人口ボーナス期が最も活発化する期間に入るとみられる。アフリカ全体では人口ボーナス期が2090年頃までゆるやかに続くと見込まれている。